# 51e congrès de la Confédération générale du travail
Le 51e congrès de la Confédération générale du travail se tient à Marseille du 18 au 22 avril 2016.

## Contexte
La confédération annonce 676 623 adhérents en 2014, alors qu'ils étaient 688 986 en 2013 et 695 224 en 2012. Cependant les mandats validés à ce congrès ne représentent que 587 249 voix. 

### Après le50econgrès: crise de direction (novembre 2014 - janvier 2015)
En décembre 2014, l'administrateur-trésorier de la Confédération, Éric Lafont, démissionne de toutes ses fonctions et quitte donc le Bureau confédéral. Le 6 janvier 2015, lors d'une réunion de la Commission exécutive du syndicat, les neuf membres du Bureau confédéral, y compris le secrétaire général Thierry Lepaon, annoncent qu'ils "remettent collectivement leur mandat" au Comité confédéral national(CCN). Cette démission collective du Bureau confédéral du syndicat est une "première" dans l'histoire de la Confédération générale du travail. La crise de 1909 qui avait entraîné deux secrétaires généraux successifs (Victor Griffuelhes, Louis Niel) à démissionner n'avait impliqué qu'une partie de la direction confédérale du fait de la structure bicéphale (fédérations et Bourses du travail) de celle-ci. En décembre 1947, cinq membres (sur treize) du Bureau confédéral avaient collectivement démissionné (dont un des deux secrétaires généraux, Léon Jouhaux) dans un contexte de scission syndicale (création de Force ouvrière).

### Février 2015: une direction entièrement renouvelée
Après un mois de consultations, dans le cadre d'une défiance très forte à l'égard des dernières initiatives du secrétaire général sortant, et après le rejet d'une première liste élaborée par la Commission exécutive, le secrétaire général de la Fédération de la Métallurgie, Philippe Martinez est chargé de l'intérim du secrétariat général et de construire une nouvelle direction confédérale. Le 3 février 2015, le Comité confédéral national de la CGT, seule instance décisionnelle entre les Congrès, ratifie à une très large majorité (88,8 %) la nomination d'un nouveau bureau confédéral renouvelé à 100 %. Philippe Martinez lui-même est élu secrétaire général par 93,4 % des membres du CCN. Une nouvelle administratrice (trésorière) est également nommée en la personne de Colette Duynslaeger, jusqu'alors secrétaire générale de la Fédération des activités postales et de télécommunications.
- Le nouveau bureau confédéral est constitué à parité hommes/femmes. Il comprend comme le précédent bureau 10 membres[3],[4]. L'âge moyen de cette direction est de 49 ans.
  - Philippe Martinez, 54 ans. Technicien. Secrétaire général de la Fédération de la Métallurgie[5]. Il est membre de la CE (Commission exécutive) de la CGT depuis le 50e congrès de celle-ci, tenu en 2013 à Toulouse.
  - Fabrice Angéi, 56 ans. Cadre. Membre de la Fédération CGT des Services publics, membre de la CE de la CGT depuis 2009.
  - Colette Duynslaeger, 56 ans. Employée à France-télécoms (Orange), originaire du Nord. Secrétaire générale de la Fédération des activités postales et de télécommunications (FAPT-CGT) depuis 2004. Membre de la CE de la CGT depuis 1999.
  - Virginie Gensel-Imbrecht, 46 ans. Cadre à EDF. Secrétaire générale de la Fédération nationale Mines-Énergie depuis 2010. Élue à la CE de la CGT en 2013.
  - Pascal Joly, 56 ans. Agent de maîtrise. Ancien secrétaire de l'Union départementale CGT des Yvelines et membre de la Fédération CGT des Cheminots, secrétaire général de l'Union régionale d'Ile-de-France CGT. Membre de la CE de la CGT depuis 2003.
  - Denis Lalys, 44 ans. Cadre à Pôle-emploi en Bretagne. Secrétaire général de la Fédération CGT des organismes sociaux. Membre de la CE de la CGT depuis 2009.
  - Grégory Roux, 43 ans, Technicien à la SNCF où il est entré comme apprenti au matériel. Secrétaire général adjoint de la Fédération nationale des travailleurs des chemins de fer (Cheminots) CGT. Élu à la CE de la CGT en 2013.
  - Marie Paule Saavedra, 35 ans. Technicienne. Union départementale CGT du Vaucluse et membre de la Fédération de la Santé-action sociale. Membre de la CE de la CGT depuis 2009.
  - Céline Verzeletti, 46 ans. Surveillante pénitentiaire, où elle a été secrétaire générale du syndicat CGT. Union générale des Fédérations de fonctionnaires CGT. Élue à la CE de la CGT en 2013.
  - Gisèle Vidallet, 54 ans. Cadre à La Poste. Secrétaire générale de l'Union départementale CGT de la Haute-Garonne et membre de la Fédération des activités postales et de télécommunications (FAPT-CGT). Membre de la CE de la CGT depuis 2003.

## Vote du document d'orientation
Le document d'orientation est validé par 364 252 voix, soit 62 % des syndiqués représentés. 153 876 voix votent contre (26,2 %), 62 138 voix s'abstiennent (10,6 %), 7 000 voix ne prennent pas part au vote.

## Renouvellement du bureau
- Le bureau confédéral élu au terme du congrès comprend dix membres, dont Philippe Martinez, réélu secrétaire général. Trois nouveaux secrétaires confédéraux entrent dans ce bureau qui respecte la parité homme femme. Un nouvel administrateur est élu en remplacement de Colette Duynslaeger. Le bureau comprend donc[6] :
  - Philippe Martinez, secrétaire général, âgé de 55 ans (Fédération de la métallurgie)
  - Fabrice Angéi, 56 ans (Fédération des Services publics)
  - Pascal Bouvier, 47 ans (UD de Maine-et-Loire), ouvrier, nouvel élu
  - David Dugué, 45 ans (Fédération des industries du Livre, du papier et de la communication) (FILPAC), cadre, nouvel administrateur
  - Virginie Gensel-Imbrecht, 46 ans (Fédération Mines-Énergie) (FNME)
  - Catherine Perret, 51 ans (Fédération Éducation-Recherche-Culture) (FERC), cadre, nouvelle élue
  - Grégory Roux, 43 ans (Fédération des Cheminots)
  - Marie Saavedra, 35 ans (UD du Vaucluse)
  - Céline Verzeletti, 46 ans (Union générale des fédérations de fonctionnaires) (UGFF)
  - Gisèle Vidallet, 54 ans (UD de la Haute-Garonne)